# Sachalinskaja schelesnaja doroga
Die Sachalinskaja schelesnaja doroga (russisch Сахалинская железная дорога), deutsch Sachalin-Eisenbahn, war von 1992 bis 2010 eine Filiale der Russischen Eisenbahnen (RŽD) auf der russischen Pazifikinsel Sachalin.

## Gründung
1992 wurde die Sachalinskaja schelesnaja doroga aus der Dalnewostotschnaja schelesnaja doroga herausgelöst und zu einer eigenständigen Eisenbahngesellschaft unter Aufsicht des Verkehrswegeministeriums (MPS). Bei der Gründung der RŽD als Aktiengesellschaft 2003 wurde sie zu einer ihrer Filialen.

## Streckennetz
Das weitaus größte Streckennetz auf Sachalin unterstand der Sachalinskaja schelesnaja doroga, deren Verwaltungssitz sich in Juschno-Sachalinsk befand.

## Auflösung
2009 wurde die Sachalinskaja schelesnaja doroga als Filiale aufgelöst und wieder durch die Dalnewostotschnaja schelesnaja doroga übernommen.

## Museum
In unmittelbarer Nähe des Hauptbahnhofes von Juschno-Sachalinsk befindet sich das Eisenbahnmuseum Музей истории Сахалинской железной дороги (Musei istorii Sachalinskoi schelesnoi dorogi, „Museum der Geschichte der Sachalin-Eisenbahn“) mit einer großen Vielzahl von Ausstellungsstücken, auch im Freigelände, aus der Eisenbahngeschichte Sachalins.